# Gaius Papirius Maso (Decemvir)
Gaius Papirius Maso († 213 v. Chr.) war ein Angehöriger der römischen Familie der Papirii.
Er wird in den Quellen als Decemvir Sacris Faciundis erwähnt, gehörte also zu einem der bedeutenden römischen Priesterkollegien. In dieser Eigenschaft erscheint er in einer der vier Gründungsurkunden der Städte Placentia und Cremona. Das wird in der Forschung als ein, wenn auch nur schwaches, Indiz für eine Prätur im Jahr 218 v. Chr. gewertet. Er war Vetter des gleichnamigen Konsuls des Jahres 231 v. Chr., Gaius Papirius Maso. Wahrscheinlich war Lucius Papirius Maso sein Sohn.